# Filialkirche St. Martin bei Niedertrixen

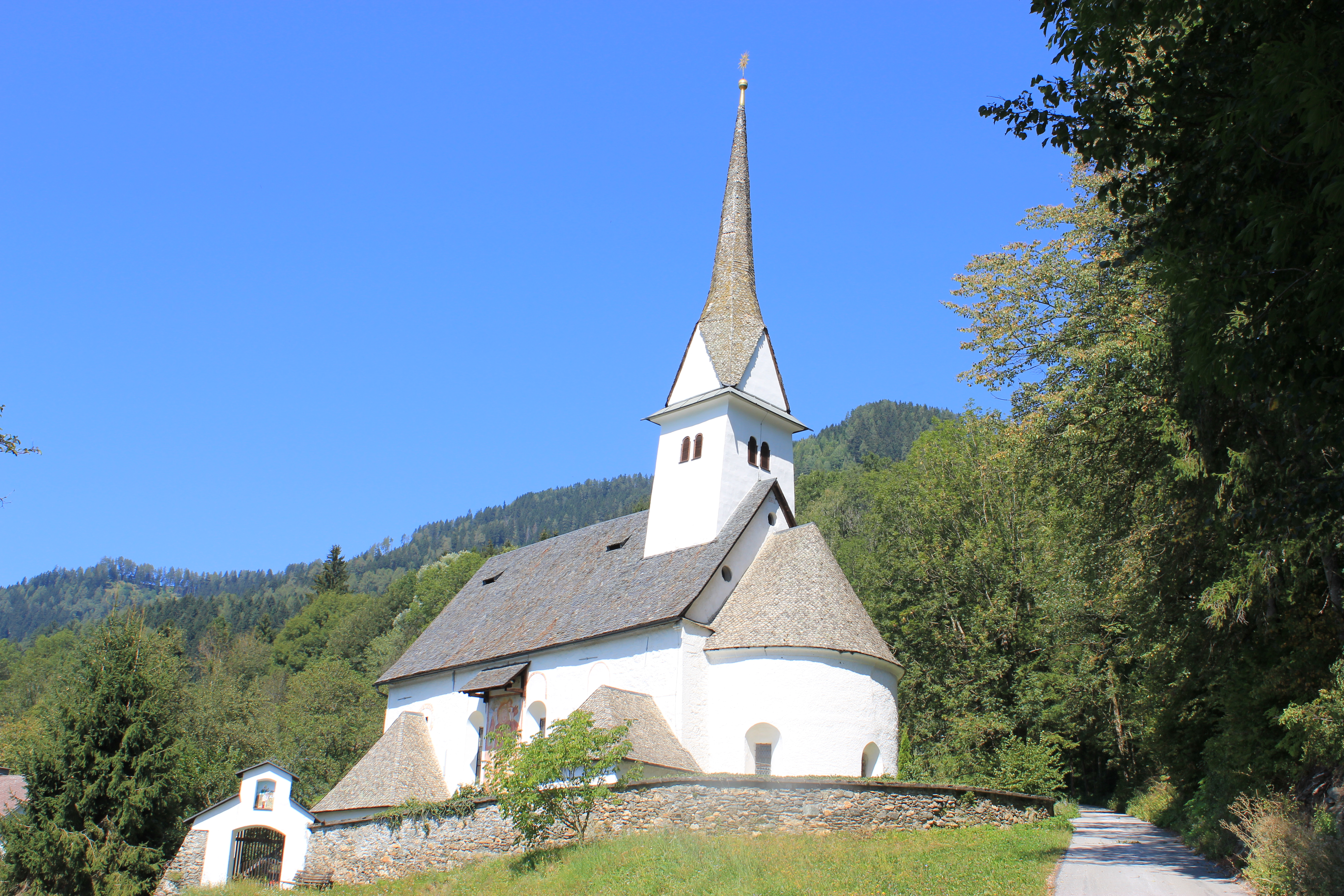
St. Martin bei Niedertrixen

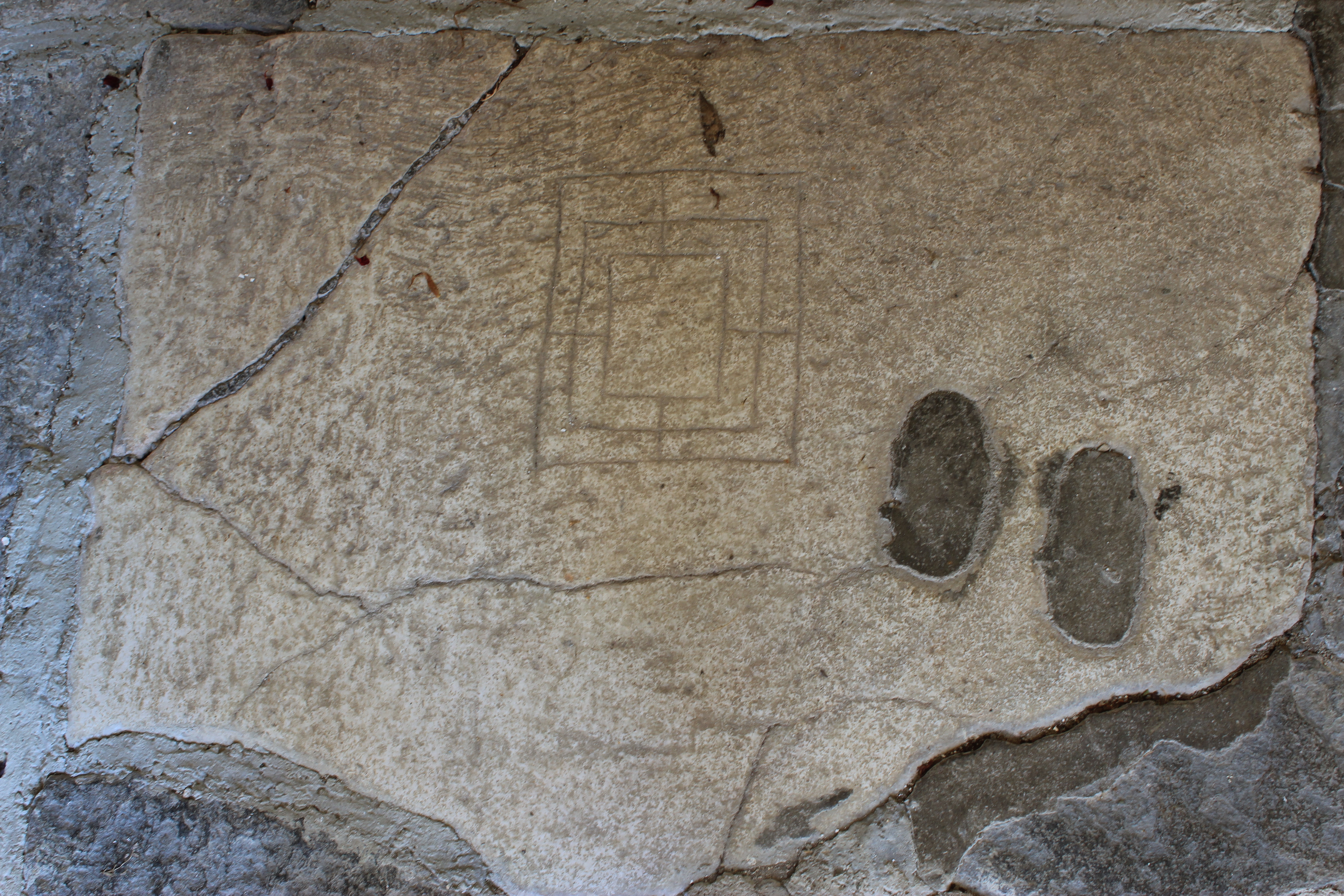
Römerstein mit Mühlespiel

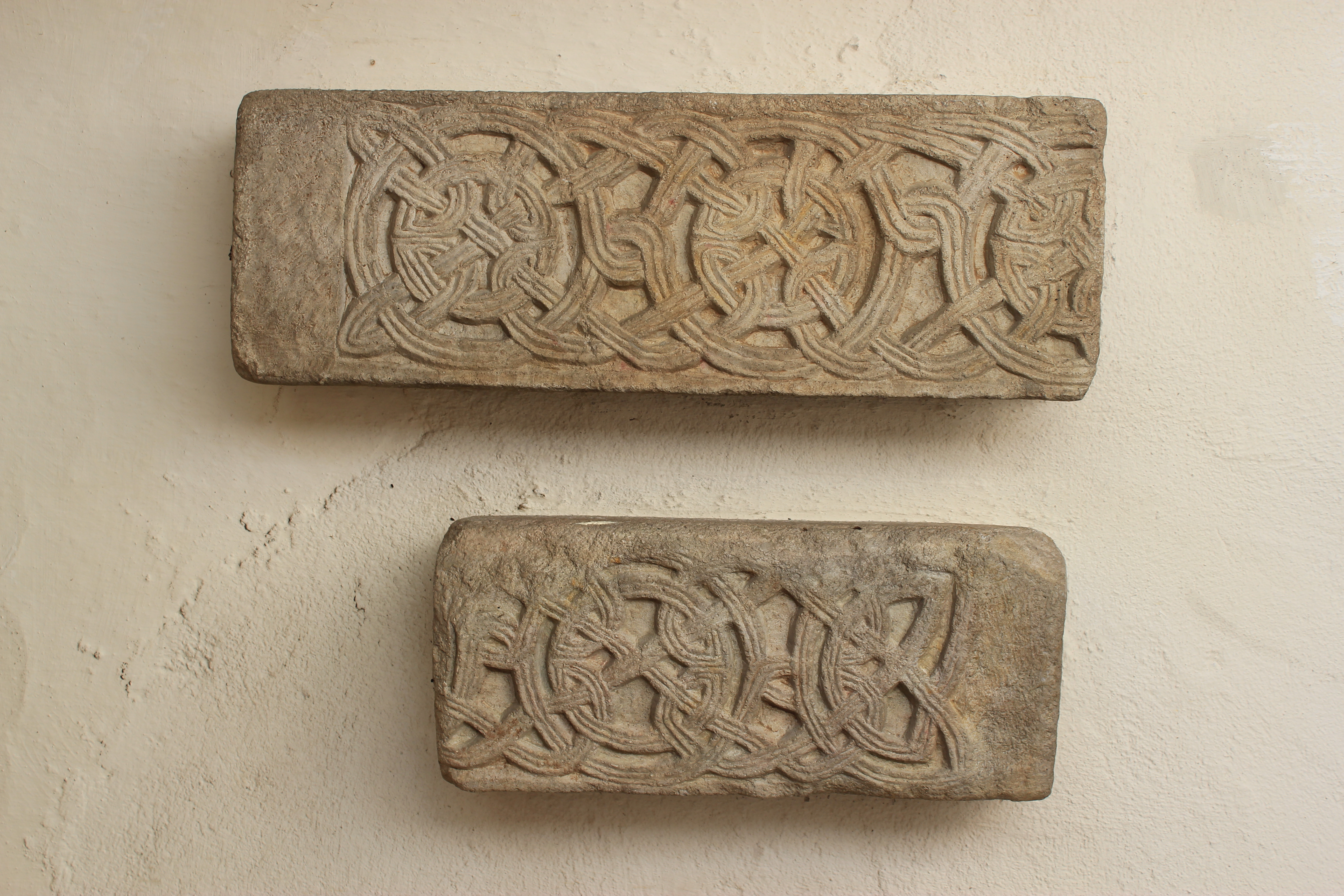
Flechtwerksteine

Die 1332 erstmals urkundlich erwähnte Filialkirche St. Martin bei Niedertrixen in der Stadtgemeinde Völkermarkt gehört zur Pfarre St. Stefan bei Niedertrixen.

## Baubeschreibung
Der kleine romanische Bau mit Rundapsis stammt aus dem 12. Jahrhundert. Am östlichen Langhaus wird die Kirche von einem mächtigen Dachreiter mit Zwillingsfenstern und Spitzhelm bekrönt. Im Süden des Langhauses sind eine gotische Sakristei und eine um 1650 errichtete Vorhalle angebaut. Die Dächer der Kirche sind mit Steinplattl gedeckt. Das spätgotische Christophorusfresko an der Südwand wurde in der Mitte des 16. Jahrhunderts gemalt, daneben haben sich fragmentarische Reste einer Vorzeichnung zu einem älteren Christophorusfresko aus dem frühen 14. Jahrhundert erhalten. In der Vorhalle angebrachte Flechtwerksteine sind Kopien von Originalen des 8. Jahrhunderts, die heute im Bezirksheimatmuseum in Völkermarkt aufbewahrt werden. Im Fußboden ist eine römerzeitliche Marmorspolie  mit einem eingeritzten Mühlespiel eingemauert. Seitlich des Eingangs hängt ein Holzkruzifix aus dem 18. Jahrhundert. Betreten wird die Kirche durch ein einfaches romanisches Stufenportal. Ein weiteres romanisches Rundbogentor an der Nordwand ist zugemauert.
Über dem Langhaus spannt sich eine flache Holzkassettendecke aus dem 19. Jahrhundert. Die spätgotische Westempore über Sterngratgewölbe besitzt eine durch Rechtecksfelder gegliederte Steinbrüstung. Die Fensteröffnungen im Langhaus wurden zum Teil vergrößert, romanische Fenster haben sich an der westlichen Nordwand und in der Apsis erhalten. Eine eisenbeschlagene Tür führt in die kreuzgratgewölbte Sakristei.
An der Langhauswand ist ein um 1650 gemaltes Fresko des Jüngsten Gerichts zu sehen. 1999 wurde ein weiteres Fresko desselben Themas freigelegt, das um 1515 datiert wird. Daran schließen Fragmente einer Königsanbetung aus dem 16. Jahrhundert an. Ein weiteres Gemälde stammt aus dem Barock und zeigt die heilsame Wirkung des Sterbesakraments.

## Ausstattung
Der Hochaltar von 1684 hat einen triumphbogenartigen Aufbau über kleinem Sockel, mit gesprengtem Segmentgiebel und einer Nische als Aufsatz. Die Säulenschäfte sind mit Weinranken verziert. Im Schrein steht eine Figurengruppe, die Mantelspende des heiligen Martin darstellend. Flankiert wird sie von zwei spätgotischen Figuren vom Anfang des 16. Jahrhunderts, welche die Heiligen Rupert und Nikolaus wiedergeben. Im Aufsatz bilden die Statuen der Heiligen Alexius und Michael die Bekrönung. Der linke Seitenaltar von 1711 birgt eine Maria-Immaculata-Statue.
Der gemauerte Kanzelkorb steht auf einem Säulenfundament.